# Seaford (Delaware)
Seaford je grad u američkoj saveznoj državi Delaver. Prema popisu stanovništva iz 2010. u njemu je živjelo 6.928 stanovnika.